# غضب (فلم 2014)
غضب (بالإنجليزية: Fury) هو فيلم حربي أمريكي من سنة 2014، إخراج وتأليف ديفيد آير. الفيلم من بطولة براد بيت وشيا لابوف ولوجان ليرمان وجون بيرنثال ومايكل بينا وجايسون إسحاق وسكوت إيستوود.
صدر الفيلم في 17 أكتوبر 2014 بالولايات المتحدة وفي 23 أكتوبر بالشرق الأوسط.

## القصة
تقع أحداثه خلال الشهر الأخير في المسرح الأوروبي للحرب العالمية الثانية في أبريل 1945. حيث يقوم الحلفاء بآخر هجوم لهم إلى داخل ألمانيا النازية. الرقيب المخضرم واردادي في الوحدة المدرعة الثانية بالجيش الأمريكي يقود دبابة إم 4 شيرمان تدعى «غضب» وطاقمها المؤلف من 5 أفراد في مهمة مميتة خلف خطوط العدو.

## الممثلون والشخصيات
- براد بيت (بدور: واردادي)
- شيا لابوف (بدور: بويد «بايبل» سوان)
- لوجان ليرمان (بدور: نورمان إليسون)
- جون بيرنثال (بدور: غرادي ترافيس)
- مايكل بينا (بدور: تريني «غوردو» غارسيا)
- جايسون إسحاق (بدور: واجنر)
- سكوت إيستوود (بدور: رقيب مايلز)
- أكسافير صامويل (بدور: الملازم باركر)
- براد ويليام هينك (بدور: رقيب ديفيس)

## الاستقبال النقدي
تلقى الفيلم بشكل عام مراجعات إيجابية من قبل النقاد، الذي مدحوا النمط البصري وأداء طاقم التمثيل. الفيلم حصل على تقييم 80% على موقع الطماطم الفاسدة بناءً على 132 مراجعة مع متوسط تقييم 7/10. الأجماع النقدي في الموقع نص على: «عموماً، غضب لا يصل إلى مستوى توقعات اسمه القوي، لكنه يضل تمثيل جيد وتصوير خام مناسب لويلات الحرب.» ميتاكريتيك أعطى الفيلم 63 من 100 بناءً على 43 مراجعة نقدية.
قال تود مكارثي أن Fury هو فيلم جيد عن الحرب العالمية الثانية ويعكس بقوة أجواء وظروف الحرب بعيدا عن النظرة التوثيقية للأحداث وأن مخرج الفيلم ديفيد آير أبتعد بذكاء عى الجرائم المدنية. كما أكد مكارثي أن قصة الفيلم من نوعية القصص الجاذبة لمحبي أفلام الحروب، وذلك رغم المبالغة في مشاهد العنف والحرب.
فيما قال الناقد كينيث توران في جريدة لوس أنجلوس تايمز أن ما يجعل Fury فيلما مميزا هو أنه قام بالتطوير في المدرسة القديمة لتصوير الأفلام القتالية واستطاع أن يخلق من المواد التقليدية حالة مختلفة، وذلك تحت قيادة المنتج الموهوب أندرو مينزيس والذي أظهر اهتماما كبيرا بكل التفاصيل الدقيقة التي تخص حقبة الحرب العالمية الثانية حتى أن الإنتاج قام بالاستعانة بخمس دبابات من طراز إم 4 شيرمان ودبابة من نوع تايغر الألمانية لإضافة المصداقية على الفيلم، بالإضافة إلى أن نجومية الفنان براد بيت ساعدت الفيلم كثيرا وكانت من نقاط القوة به على الرغم من مبالغته في الأداء أحيانا. ووافقه الرأي الناقد رومان فسيانفو والذي قال إن كل العناصر من الدبابات والملابس المستخدمة والمعدات تضافرت من أجل زيادة الواقعية، ولكن أداء نجم العمل براد بيت الذي يجسد شخصية القائد كان رمزيا ومبالغ فيه.
أما الناقد إيه سكوت بجريدة نيويورك تايمز كان له رأي مغاير حيث قال إن الفيلم يقدم صورة قديمة الطراز ونمطية ولكن القصة بها الكثير من عوامل الجذب للمشاهدين، وبالنسبة للمخرج آير فلديه طموح أن يخوض تجارب جديدة وخلق بالفيلم عنف مكثف وواقعي، لكن الفيلم مثله مثل كل الأفلام القتالية التي تعتمد على فوضى المعارك والبراعة في تصوير مشاهد إراقة الدماء.

## روابط خارجية
- غضب على موقع IMDb (الإنجليزية)
- غضب على موقع ميتاكريتيك (الإنجليزية)
- غضب على موقع روتن توميتوز (الإنجليزية)
- غضب على موقع نتفليكس (الإنجليزية)
- غضب على موقع قاعدة بيانات الأفلام العربية
- غضب على موقع ألو سيني (الفرنسية)
- غضب على موقع Turner Classic Movies (الإنجليزية)
- غضب على موقع أول موفي (الإنجليزية)
- غضب على موقع بوكس أوفيس موجو (الإنجليزية)
- غضب على موقع فيلمافينيتي (الإسبانية)